# Jakob Dobler
Jakob Dobler (* 9. April 1886 in Pflugfelden; † 8. Juni 1980 in Ludwigsburg) war ein deutscher Landwirt.
Dobler gehörte 1946 als Vertreter der Landwirte der Vorläufigen Volksvertretung von Württemberg-Baden an. Gemeinsam mit Heinrich Stooß initiierte er die Neugründung des Landesbauernverbands in Württemberg-Baden 1946. 1952 erhielt er das Verdienstkreuz (Steckkreuz) der Bundesrepublik Deutschland.